# دی آلجریا
دی آلجریا (انگلیسی: D'Alegria) شرکت تجهیزات موسیقی برزیلی است، که در سال ۲۰۰۳ تأسیس شد.